# Filehajdar
Filehajdar är ett naturreservat och Natura 2000-område i Othems socken på Gotland. Området är privatägt (vid naturreservatets inrättande ägdes området av Cementa AB), och för naturvårdsförvaltningen svarar Länsstyrelsen i Gotlands län.
Filehajdar är ett glest skogbevuxet hällmarksområde som tillsammans med Hejnum hällar är ett av Gotlands största hällmarksområden. Filehajdar ingår i det större område öster och söder om Tingstäde träsk som utgör en stor sammanhängande mosaik av våtmarker, hällmarker och skogsmark. Det mosaikartade landskapet med omväxlande karga alvarmarker, skogsmarker och våtmarker gör området värdefullt med en stor variation av naturtyper och arter förknippade med dessa naturtyper.
Naturreservatet inrättades 1997 med syftet att bevara ett skogbevuxet hällmarksområde med höga naturvärden. Naturreservatet är 10 hektar stort, medan Natura 2000-området är cirka 64 hektar stort. Naturreservatet är beläget i sydvästra delen av det egentligen mycket större hällmarksområdet Filehajder. Reservatet vilar på en berggrund av revkalksten och lagrad kalksten som mestadels är överdraget med ett tunt jordtäcke. Vegetationen i naturreservatet består av gles hällmarkstallskog med inslag av gran och en. Även inslag av bland annat oxel, ek, idegran samt glasbjörk, nypon och skogstry. Där finns även sådan växtlighet som fårsvingel, olika sorters fetknoppar, backtimjan och axveronika. Filehajdar har även Europas största population av nipsippa, och drygt halva den populationen finns inom Natura 2000-området. Även ringlav finns i området.